# ロイス・ウイリス
ロイス・ウイリス（Royce Willis、1975年8月28日 - ）は、ニュージーランドのラグビーユニオン選手。

## プロフィール
- ニュージーランド・タウランガ出身[1]。
- ポジションはロック (LO)。
- 身長 197cm、体重 120kg
- 愛称はロイシー。
- ニュージーランド代表通算キャップ数は12でラグビーワールドカップ1999のニュージーランド代表に選ばれた。
- U21ニュージーランド代表に選ばれたことがある。

## 経歴
タウランガ高校、ワイカト大学、ベイ・オブ・プレンティ、ブルーズ、ワイカト、チーフスを経て、2003年、神戸製鋼コベルコスティーラーズに加入。同年9月13日に行われたジャパンラグビートップリーグ第1節のサントリーサンゴリアス戦にて先発出場で日本での公式戦初出場を果たす。
2009年、神戸製鋼コベルコスティーラーズを退団した。

## 受賞歴
- 2003-04トップリーグベスト15